# Paramount+
Paramount+ (pronunciato Paramount Plus) è un servizio di streaming statunitense gestito da Paramount Streaming, divisione del gruppo Paramount Skydance Corporation.
Lanciato originariamente come CBS All Access il 28 ottobre 2014 (10 All Access in Australia), è stato rinominata Paramount+ il 4 marzo 2021 a seguito della fusione del 2019 di CBS Corporation e Viacom.

## Storia

### CBS All Access

Logo usato da CBS All Access fino al 2021

Il 16 ottobre 2014, viene annunciata la nascita di CBS All Access come la prima piattaforma streaming over-the-top offerta da una rete televisiva americana.
La piattaforma viene lanciata il 28 ottobre 2014 nel territorio statunitense. Il servizio inizialmente comprendeva il sito già esistente della rete (CBS.com) e la sua app mobile per iOS e Android.
CBS All Access è diventato disponibile su Roku il 7 aprile 2015 e su Chromecast il 14 maggio 2015. Oltre a fornire episodi completi del passato e del presente dei programmi CBS, il servizio consente di vedere la programmazione live delle affiliate CBS. Per la natura stessa del suo essere live, lo streaming dei canali affiliati include pubblicità, anche con il piano senza pubblicità.
Nel febbraio del 2017 la piattaforma ha raggiunto il milione e mezzo di abbonati.
Dal settembre 2017, ha registrato un numero record di iscrizioni, dovuto al debutto di Star Trek: Discovery sulla piattaforma, arrivando così a 2 milioni di abbonati nel 2018.
Dal 23 aprile 2018 viene resa disponibile anche in Canada e dal 3 dicembre dello stesso anno viene lanciata anche in Australia con il nome 10 All Access.
Il 13 agosto la CBS Corporation e la Viacom annunciano ufficialmente la loro fusione, dando così vita a ViacomCBS.
Successivamente alla nascita del nuovo gruppo, CBS All Access annuncia l'inclusione della programmazione di Nickelodeon all'interno del catalogo.

### Paramount+
Il 6 febbraio 2020, CNBC ha riferito che ViacomCBS stava pensando di lanciare un'offerta di streaming premium più ampia, combinando CBS All Access con i contenuti derivanti dalla Viacom. Il servizio avrebbe incluso un livello senza pubblicità e un livello premium che include il servizio di streaming di Showtime.
Il 7 maggio 2020, CBS All Access ha iniziato ad aggiungere altri film al servizio, iniziando con più di 100 prodotti da Paramount Pictures, e ViacomCBS ha annunciato che CBS All Access si sarebbe espanso a livello internazionale entro dodici mesi. Il 30 luglio 2020, vengono aggiunti diversi spettacoli di ViacomCBS e viene introdotta una nuova interfaccia utente con "hub" per diversi marchi. Con l'espansione, è stato anche annunciato che il servizio sarebbe stato rinominato all'inizio del 2021 per separarsi dalle piattaforme di CBS e che c'erano piani per aggiungere più profili utente e controlli parentali più avanti nel 2020.
Il 15 settembre 2020, è stato annunciato che CBS All Access sarebbe stato rinominato in Paramount+ nel 2021 e che ci sarebbe stata con il nuovo nome una maggiore espansione territoriale.
Il 19 gennaio 2021 è stato comunicato che il cambio di nome sarebbe avvenuto a partire dal 4 marzo dello stesso anno, come poi effettivamente successo. La società ha inoltre avvisato che non sarebbero stati più forniti aggiornamenti per le app su Apple TV di seconda o terza generazione dopo la rinomina.

## Espansione territoriale
Paramount+ dal 2021 è disponibile in Australia, Canada, America Latina, Medio Oriente (come canale pay TV), Paesi nordici e Stati Uniti.
Il 5 agosto 2021, viene annunciato che, a partire dal 2022, Paramount+ sarebbe stata resa disponibile nei vari territori europei. È stata anche annunciata una partnership con Sky Italia per rendere la piattaforma disponibile gratuitamente per chi ha sottoscritto un abbonamento al pacchetto SKY Cinema. Sky è tra i distributori della piattaforma. La road map per il continente europeo parte in Regno Unito il 22 giugno 2022, subito dopo la piattaforma è arrivata in Italia, giovedì 15 settembre, a cui entro dicembre di fine 2022 seguono: Francia, Germania, Svizzera e Austria. L'obiettivo è di raggiungere almeno 45 paesi entro la fine del 2022. Jamie Ordanza dichiara: «Siamo entusiasti dell'arrivo in Italia...(abbiamo) una offerta forte e strutturata composta da film cinematografici, serie, prodotti originali, titoli per bambine e famiglie...documentari  che si rivolge ad un pubblico vasto ed eterogeneo... Il lancio di Paramount+ in Italia rafforza il nostro posizionamento nel segmento streaming arricchendo e completando il nostro vasto ecosistema...».

## Contenuti
Il 2 novembre 2015 viene annunciato che la prima produzione originale di CBS All Access sarebbe stata una serie televisiva appartenente al noto media franchise di Star Trek. Il programma, intitolato Star Trek: Discovery, viene distribuito a partire dal 24 settembre 2017 e vede come interprete principale l'attrice Sonequa Martin-Green.
Con il cambio nome, negli Stati Uniti e in America Latina, vengono aggiunti prodotti provenienti da Paramount Pictures, BET, CBS, Nickelodeon. In Canada è stata ribattezzata ma, inizialmente, non è stato modificato il catalogo.

### In Italia
Già dal primo giorno in cui la piattaforma è disponibile in Italia, i contenuti ammontano a 8000 ore di visione. Tra queste, oltre alle produzioni internazionali, come il tanto atteso revival di iCarly, sono già disponibili film in esclusiva prodotti in Italia, grazie agli accordi con Cattleya, Indigo Film e Sky Italia. I primi film Paramount Plus Original sono Circeo di Andrea Molaioli, Quattordici giorni di Ivan Cotroneo, Miss Fallaci (biopic su Oriana Fallaci) e diversi altri ancora in fase di produzione. Inoltre, ha strappato ad Amazon Prime Video la serie Vita da Carlo di Carlo Verdone, di cui produce la seconda e la terza stagione. Ha inoltre proposto il Cantico delle creature commentato da Roberto Benigni, il dating show nonché prima produzione non-fiction Are you the one? e il talent show Drag Race Italia precedentemente parte del catalogo di Discovery+.

## Sponsor
A partire dal 2023, Paramount+ diventa il main sponsor delle squadre di calcio dell'Inter, in occasione dell’ultima giornata di Serie A e della finale di UEFA Champions League, e dell'Union Berlino, in Germania. È stato sponsor di maglia dell’Atalanta nella finale di Coppa Italia 2024 persa contro la Juventus e nella finale di Europa League 2024 vinta contro l’imbattuto Bayer Leverkusen.